# ديفيد هيرست (لاعب كرة قدم)
ديفيد هيرست (بالإنجليزية: David Hirst)‏ هو لاعب كرة قدم بريطاني، ولد في 7 ديسمبر 1967 في كدوورث ‏ في المملكة المتحدة. شارك مع منتخب إنجلترا تحت 21 سنة لكرة القدم ومنتخب إنجلترا لكرة القدم الرديف ومنتخب إنجلترا لكرة القدم. أما مع النوادي، فقد لعب مع شيفيلد وينزداي ونادي بارنسلي ونادي ساوثهامبتون.

## مسيرته الكروية
لعب ديفيد هيرست خلال مسيرته الاحترافية مع 3 أندية في خمسة عشر موسمًا وسجل خلالها 124 هدف ضمن 352 مباراة. ولم يفز بأي موسم بالكأس أو بالدوري.
خاض ديفيد هيرست مسيرته مع نادي بارنسلي في موسم 1985–86 لمدة موسم واحد، مشاركًا في 28 مباراة سجل خلالها 9 أهداف. ثم انتقل إلى نادي شيفيلد وينزداي في موسم 1986–87 ليلعب معه اثنا عشر موسمًا، حيث شارك في 294 مباراة سجل خلالها 106 هدف. لينتقل بعدها إلى نادي ساوثهامبتون في موسم 1997–98 ولمدة موسمين، مشاركًا في 30 مباراة سجل خلالها 9 أهداف.

## وصلات خارجية
- ديفيد هيرست على موقع قاعدة بيانات كرة القدم.إي يو (الإنجليزية)
- ديفيد هيرست على موقع ناشيونال فوتبول تيمز (الإنجليزية)
- ديفيد هيرست على موقع عالم كرة القدم.نت (الإنجليزية)